# Andrew Borodow
Andrew Mark Borodow (* 16. September 1969 in Montreal, Québec) ist ein ehemaliger kanadischer Ringer und Sumōkämpfer.

## Werdegang
Andrew Borodow bestritt den Weg vieler nordamerikanischer und kanadischer Ringer: Besuch der High School und anschließend Besuch einer Universität. In beiden Institutionen betrieb er das Ringen als Hauptsportart. Daneben gehörte der dem Montreal Wrestling Club an und wurde dort von den Trainern Victor Zilberman und Rob Moore betreut. Andrew war immer ein Superschwergewichtler, der annähernd 130 kg wog und in beiden Stilarten antrat. Er versuchte sich auch im japanischen Nationalsport Sumō und überraschte dort mit einer Silbermedaille bei der Weltmeisterschaft der Amateure 1996 in Tokio, nachdem er schon 1993 und 1995 jeweils den 3. Platz belegt hatte.
Als Ringer gewann er bei den Panamerikanischen Spielen 1991 und 1995 vier Medaillen, kam aber nie an den US-amerikanischen Spitzenringern Matt Ghaffari und Bruce Baumgartner vorbei. 1994 wurde er auch Sieger der Commonwealth-Games im Superschwergewicht im freien Stil.
Andrew Borodow startete auch insgesamt fünfmal bei Weltmeisterschaften im Ringen. Als beste Ergebnisse erzielte er dabei jeweils fünfte Plätze bei den Olympischen Spielen 1992 in Barcelona und der Weltmeisterschaft 1989 in Martigny/Schweiz.

## Internationale Erfolge
(OS = Olympische Spiele, WM = Weltmeisterschaft, F = freier Stil, GR = griech.-röm. Stil, SS = Superschwergewicht, damals bis 130 kg Körpergewicht)
- 1989, 5. Platz, WM in Martigny/Schweiz, GR, SS, hinter Alexander Karelin, Sowjetunion, László Klauz, Ungarn, Tomas Johansson, Schweden u. Krassimir Angelow, Bulgarien u. vor Alain Bifrare, Schweiz;
- 1990, 7. Platz, WM in Rom, GR, SS, hinter Alexander Karelin, Tomas Johansson, Rangel Gerowski, Bulgarien, Alexander Neumüller, Österreich, László Klauz u. Matt Ghaffari, USA;
- 1990, 9. Platz, WM in Tokio, F, SS, Sieger: Dawit Gobedschischwili, UdSSR vor Bruce Baumgartner, USA u. Ahmet Ayık, Türkei,
- 1991, 3. Platz, Pan American Games in Havanna, GR, SS, hinter Matt Ghaffari u. Wilfredo Pelayo, Kuba;
- 1991, 2. Platz, Pan American Games in Havanna, F, SS, hinter Bruce Baumgartner u. vor Domingo Mesa, Kuba;
- 1992, 5. Platz, OS in Barcelona, GR, SS, hinter Alexander Karelin, Tomas Johansson, Ioan Grigoraș, Rumänien u. László Klauz u. vor Lei Tian, Volksrepublik China;
- 1993, 10. Platz, WM in Toronto, F, SS, Sieger: Bruce Baumgartner vor Mirabi Walijew, Ukraine u. Andrei Schumilin, Russland;
- 1993, 3. Platz, WM in Tokio im Sumō, SS, hinter Fumihito Tsuruga, Japan u. Tsedenbenda Bajarsaichan, Mongolei;
- 1994, 1. Platz, Commonwealth-Games in Victoria, British Columbia, F, SS, vor Bidel Jackson, Nigeria u. Amerjit Singh, Indien;
- 1995, 3. Platz, Pan American Games in Mar del Plata, GR, SS, hinter Matt Ghaffari u. Edwin Millet, Puerto Rico;
- 1995, 3. Platz, Pan American Games in Mar del Plata, F, SS, hinter Bruce Baumgartner u. Angel Anaya, Kuba;
- 1995, 10. Platz, WM in Prag, GR, SS, Sieger: Alexander Karelin vor Sergei Mureiko, Moldawien u. Matt Ghaffari
- 1995, 3. Platz, WM in Tokio im Sumo, SS, hinter Naohito Saito, Japan u. Jörg Brümmer, BRD;
- 1996, 2. Platz, WM in Tokio im Sumo, SS, hinter Koichi Kato, Japan u. vor Emeka Baba Mutum, Nigeria u. Yeh Kum-Fang, Taiwan

## Kanadische Meisterschaften
Andrew Borodow war zwischen 1988 und 1996 insgesamt elfmal kanadischer Meister im freien Stil bzw. im griech.-röm. Stil.